# Магненције
Магненције (лат. Magnentius; владао од 18. јануара 350. године до 11. августа 353. био је римски узурпатор. 
Констанс није био популаран међу војском и то је довело до тога да војници прогласе Магненција за цара почетком 350. године. Констанса су убрзо готово сви напустили, и ускоро је био убијен негде на Пиринејима.
Магненције је брзо стекао лојалност Британије, Галије и Хиспаније, посебно због тога што се показао толерантнијим и према хришћанима и према паганима. Магненције је контролисао Италију и Африку. 
У Риму је током 350. године царског положаја покушао да се домогне Непоцијан, али је Магненције успео да се избори са овом побуном.
Магнеције је свој положај покушао да утврди тако што би преузео територије на Дунаву, које је Констанс претходно контролисао. Но, Ветранион, заповедник војске у Панонији је отказао послушност Магнецију и био је извикан за августа у Мурси. Изгледа да је Ветраније имао подршку Констанција II. 
Једини цар из династије Константина Великог, Констанције II, желео је да се обрачуна са Магненцијем, па је прекинуо рат са Сасанидима и кренуо према Западу. Упркос Магнецијевим напорима да привуче Ветранија на своју страну, овај је пришао Констанцију. 
Војске Магнеција и Констанција су се сукобиле у великој бици код Мурсе 351. године. Магненције је предводио своју војску, док је Констанције читав дан провео молећи се у оближњој цркви. Упркос Магненцијевом личном јунаштву, његове трупе су поражене и биле су принуђене да се повуку у Галију. 
Одмах после вести о Магненцијевом поразу, Италија му је отказала послушност и прешла је на Констанцијеву страну. Магненције је још пружао отпор до 353. године, а када је био коначно поражен, извршио је самоубиство.